# Juan David Delgado
Juan David Delgado Vásquez (Piura, 8 de mayo de 2005) es un futbolista peruano. Juega como mediocampista, aunque a veces suele ocupar el puesto de central, y su equipo actual es el Alianza Lima de la Liga 1 de Perú.

## Trayectoria
Formado en las divisiones menores de Alianza Lima, logró llegar hasta la reserva y tuvo la oportunidad de disputar la Copa Libertadores Sub-20 2023 con el equipo blanquiazul.
En la temporada 2024, fue cedido a Ayacucho FC, donde tuvo su debut oficial como jugador profesional en la Segunda División del fútbol peruano. Durante su paso por el club ayacuchano, disputó 16 partidos y logró anotar un gol.
Para la temporada 2025, regresó a Alianza Lima y logró debutar en la Primera División el 7 de marzo de 2025, en un partido frente a su exequipo, Ayacucho FC. El encuentro finalizó con una victoria aliancista por 3-1, y Delgado jugó los 90 minutos.

## Estadísticas

### Clubes
Actualizado al último partido disputado el 7 de marzo de 2025.
| Club                              | Div.          | Temporada     | Liga  | Liga  | Copas nacionales | Copas nacionales | Copas internacionales | Copas internacionales | Total | Total | Media goleadora(1) |
| Club                              | Div.          | Temporada     | Part. | Goles | Part.            | Goles            | Part.                 | Goles                 | Part. | Goles | Media goleadora(1) |
| --------------------------------- | ------------- | ------------- | ----- | ----- | ---------------- | ---------------- | --------------------- | --------------------- | ----- | ----- | ------------------ |
| Ayacucho FC · Perú                | 2.ª           | 2024          | 16    | 1     | -                | -                | -                     | -                     | 16    | 1     | 0.06               |
| Ayacucho FC · Perú                | Total club    | Total club    | 16    | 1     | -                | -                | -                     | -                     | 16    | 1     | 0.06               |
| Alianza Lima · Perú               | 1.ª           | 2025          | 1     | 0     | -                | -                | 0                     | 0                     | 1     | 0     | 0                  |
| Alianza Lima · Perú               | Total club    | Total club    | 1     | 0     | -                | -                | 0                     | 0                     | 1     | 0     | 0                  |
| Total carrera                     | Total carrera | Total carrera | 17    | 1     | 0                | 0                | 0                     | 0                     | 17    | 1     | 0.06               |
| 1. No incluye partidos amistosos. |               |               |       |       |                  |                  |                       |                       |       |       |                    |